# Stanley George Stephens
Stanley George Stephens (2 de septiembre de 1911 — 7 de noviembre de 1986) fue un taxónomo, botánico, agrónomo, genetista inglés, que trabajó y falleció en EE. UU.
Fue especialista en la taxonomía de la familia Malvaceae con énfasis en el género Gossypium.

## Biografía
Se educó en el St John's College, Cambridge. Uno de los eventos en la vida de Stephens fue asumir como genetista, en 1938, en la Cía algodonera británica: la Empire Cotton Growing Corporation, en la Estación de Investigación de Algodón establecida en Trinidad en 1926.
En 1949, se unió a la Facultad de Ciencias, Universidad Estatal de Carolina del Norte, donde desarrolló de una carrera de 25 años, primero como profesor de agronomía, y a continuación, como titular de Genética, entre 1951 a 1957, y se retiró en 1974, 12 años antes de su muerte.

## Algunas publicaciones
- 1974. Geographic and taxonomic distributions of anthocyanin genes in New World cottons. J. Genet. 61:128-141.

- 1974. The use of two polymorphic systems, nectary fringe hairs and corky alleles, as indicators of phylogenetic relationships in New World cottons. Biotropica 6:194-201.

- 1973. con M. E. Moseley. Cotton remains from archaeological sites in central coastal Peru. Science 180:186-188.

- 1972. con L.Ll.Phillips. The history and geographical distribution of a polymorphic system in New World cottons. Biotropica 4:49-60.

- 1958. Factors Affecting Seed Dispersal in Gossypium and Their Possible Evolutionary Significance. Ed. North Carolina Agric. Exp. Sta. 32 p.

## Honores
- 1970: recibió el Premio Max O. Gardner,[3] un honor establecida por el fallecido gobernador Gardner.[2]

- La abreviatura «S.G.Stephens» se emplea para indicar a Stanley George Stephens como autoridad en la descripción y clasificación científica de los vegetales.[4]